# Perutz Stadion
Perutz Stadion – stadion piłkarski w mieście Pápa, na Węgrzech. Obiekt może pomieścić 5500 widzów. Od 2015 roku swoje spotkania rozgrywają na nim piłkarze klubu Pápai PFC, wcześniej gospodarzem stadionu był nieistniejący już Lombard Pápa Termál FC. W 2014 roku obiekt był jedną z aren Mistrzostw Europy U-19. Rozegrano na nim trzy spotkania fazy grupowej tego turnieju.